# Tschornosemne (Melitopol)
Tschernosemne (ukrainisch Чорноземне; russisch Черноземное Tschernosemnoje) ist ein Dorf im Südwesten der ukrainischen Oblast Saporischschja mit etwa ? Einwohnern (2001).

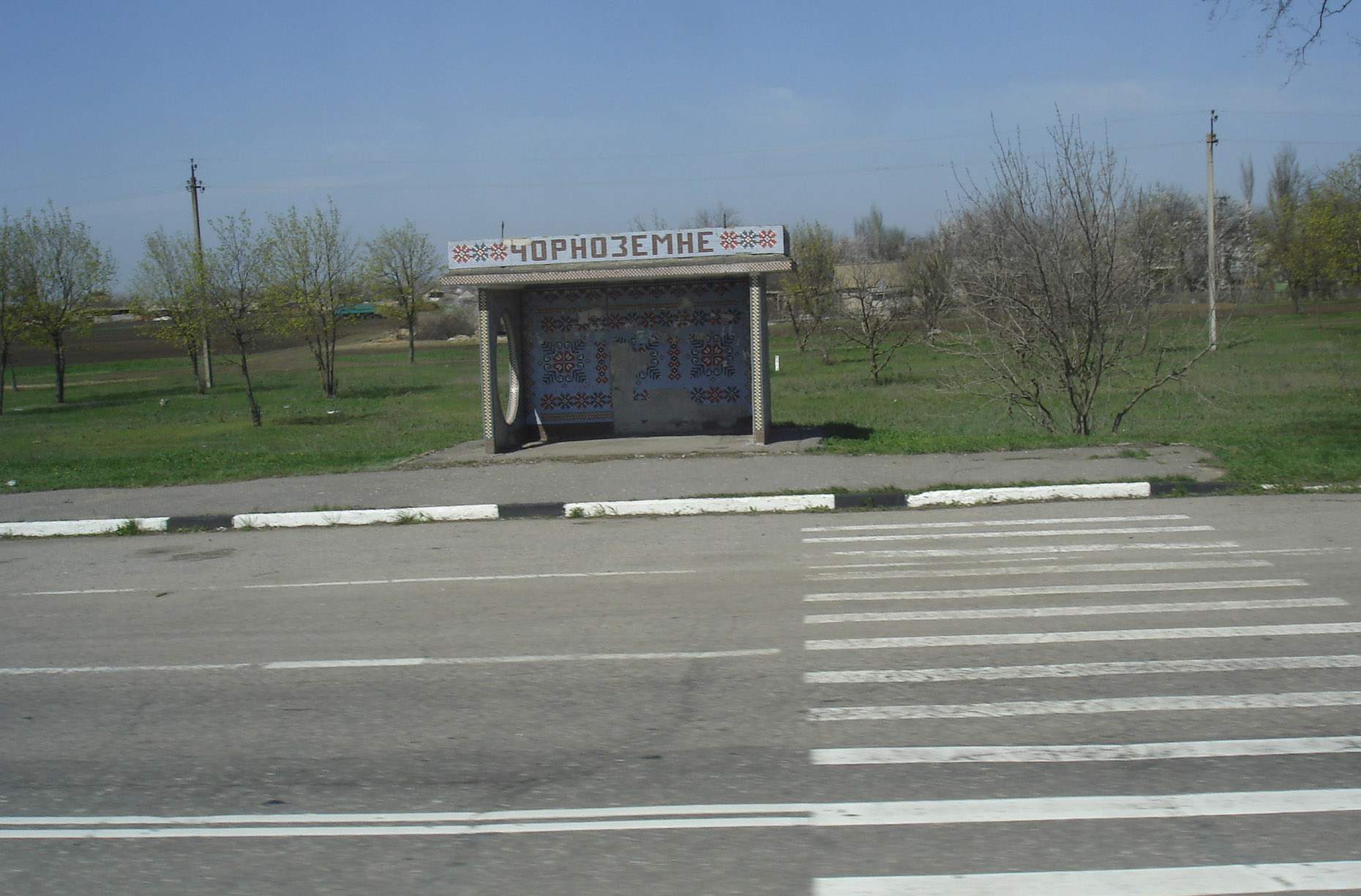
М-14 bei Tschernosemne

Das 1915 gegründete Dorf hieß ursprünglich Dilnyzja (Дільниця), ab 1945 Seredne (Середне) von 1965 an trägt es seinen heutigen Namen.
Auf dem Gemeindegebiet, lag das von deutschen Aussiedlern im damaligen Kolonistenbezirk Molotschna gegründete und zwischenzeitlich zerstörte Dorf Grüntal.
Die Ortschaft liegt auf einer Höhe von 51 m. Die Gemeinde wird vom 83 km langen Welykyj Utljuk (Великий Утлюк zu deutsch „Großer Utljuk“), der über den Utljuk-Liman ins Asowsche Meer mündet, durchflossen. Tschernosemne befindet sich 35 km nordwestlich vom ehemaligen Rajonzentrum Jakymiwka und 165 km südlich vom Oblastzentrum Saporischschja.
Durch das Dorf verläuft die Fernstraße M 14.
Am 12. Juni 2020 wurde das Dorf ein Teil der neugegründeten Siedlungsgemeinde Jakymiwka, bis dahin bildete es zusammen mit den Dörfern Petriwka (Петрівка), Schewtschenka (Шевченка) und Wjasiwka (В'язівка – bis 2016 В'язівка Kujbyschewe) die gleichnamige Landratsgemeinde Nowodanyliwka (Новоданилівська сільська рада/Nowodanyliwska silska rada) im Norden des Rajons Jakymiwka nahe der Grenze zur Oblast Cherson.
Seit dem 17. Juli 2020 ist sie ein Teil des Rajons Melitopol.